# Черкаська спеціалізована школа № 28 імені Т. Г. Шевченка
Черкаська спеціалізована школа I—III ступенів № 28  ім. Т.Г. Шевченка Черкаської міської ради Черкаської області —  школа в місті Черкаси.

## Історія
ПУК. Школа була відкрита 1 вересня 1982 року. У рік відкриття у школі навчалося понад 2600 учнів. Перший директор школи — Тонконогова Галина Василівна. З 1994 року школу очолює Скорик Тетяна Андріївна. 1 серпня 2003 року загальноосвітня школа була реорганізована у спеціалізовану.
З 1994 року в школі поглиблено вивчається англійська мова. З 2002 року поглиблено вивчаються українська мова та література, основи правознавства. 2006 рік — школа стала лауреатом Всеукраїнського конкурсу «100 найкращих шкіл України». 2007 рік — директор школи Скорик Т. А. одержала перемогу у Всеукраїнському конкурсі «100 найкращих керівників шкіл України» у номінації «Моніторинг освітнього процесу».

## Вихованці
ПУККК. Переможцями предметних олімпіад на міському рівні за останні 10 років стали 82 учні; на обласному рівні — 16 учнів; на Всеукраїнському рівні — 2 учні.
Призери МАН упродовж 7 років: обласний етап — 15 учнів; Всеукраїнський етап — 4 учні.
- Вергай Віталій Миколайович (1969—2015) — солдат Збройних сил України, учасник російсько-української війни.
- Євстратій (Зоря) (Зоря Іван Володимирович) (нар. 1977) — архієрей Православної церкви України, архієпископ Чернігівський і Ніжинський.
- Швець Сергій Федорович (нар. 1976) — український тележурналіст, політичний оглядач.

## Структура

Пам'ятна дошка Віталію Вергаю

ПУКК Особливості навчального закладу:
- створено оптимальні умови для розвитку індивідуальних здібностей, посилення творчого потенціалу школярів та педагогів;
- активно вивчаються інноваційні педагогічні технології та впроваджуються їх елементи в методичному оформленні уроків;
- впроваджуються розроблені у школі проекти особистісно зорієнтованого росту педагогічних працівників, батьків та учнів «Ефективний педагог», «Школа успіху», «Школа успішних батьків»;
- педагогічні працівники школи — активні учасники роботи Літніх шкіл, які організовуються Благодійною організацією «Вчителі за демократію та партнерство» та Асоціацією керівників шкіл України;
- школа активно працює з питань громадянської освіти, зокрема бере участь у пілотному проекті Благодійної організації «Вчителі за демократію та партнерство» «Оцінка якості освіти для демократичного громадянства»;
- у школі розроблено систему освітнього моніторингу;
- впроваджуються здоров'язберігаючі технології;
- впроваджується викладання нових факультативних курсів, для яких педагогами школи створено авторські програми: «Практична риторика», «Українське ділове мовлення», «Основи поетичної творчості», «Все про воду»;
- за згодою батьків запроваджено вивчення курсу «Християнська етика»;
- для сучасної організації освітнього процесу створено комп'ютерну локальну мережу;
- школа співпрацює з Черкаським національним університетом імені Богдана Хмельницького;
- навчальний заклад є базовим для проходження педагогічної практики слухачів курсів підвищення кваліфікації педагогічних працівників при ЧОІПОПП та студентів Черкаського національного університету імені Богдана Хмельницького;
- школа — учасник міжнародних програм та проектів: «Intel. Навчання для майбутнього», «Програма обміну для майбутніх лідерів(FLEX)»; проект TEMPUS TRAST «Справедливе оцінювання», «Дебати», «Українські лідери європейської та євроатлантичної освіти», Програма педагогічної майстерності вчителів шкіл Євразії та Південної Азії;
- працює дитяча громадська організація «ЮніКС»;
- видається шкільна газету «ЮніКС», яка у 2007 р. стала переможцем Все-українського фестивалю шкільної преси «Яблунева гілка» у м. Луцьк;
- діє учнівське самоврядування «Моноліт»;
- проводяться традиційні акції: «Ветерани розповідають», «Подаруй школі книгу», «Шкільне подвір'я», «Жива аптека», «День Подяки»;
- працюють «Дебатклуб», «Євроклуб»;
- колектив навчального закладу є учасником та організатором багатьох конкурсів: «Майстер української мови», «Дерево мого роду», «Левеня», «Кенгуру», «Я — україночка», «Мудрик», «Колосок»;
- школа бере участь у програмах учнівських обмінів у межах України та з Польщею;
- створено музей народознавства;
- педагогічний та учнівський колективи підтримують зв'язки зі школами міст Києва, Львова, Ужгорода, Рівного, Харкова, Дніпропетровська;
- навчальний заклад — постійний учасник Всеукраїнського директорського клубу у Києві; член Асоціації керівників шкіл України;
- впроваджено дошкільну підготовку дітей 4 — 5-річного віку.

## Вчителі
В школі працює 76 педагогів, з яких «спеціалістів вищої категорії» — 28 , «спеціалістів першої категорії» — 24, «спеціалістів другої категорії» — 10, «спеціалістів» — 14. Педагогічне звання «Учитель-методист» мають 8 учителів, "Старший учитель " — 18.  пук.  Почесним знаком «Відмінник освіти України» нагороджені четверо. Директор школи Скорик Т. А., заступник директора школи з навчально-виховної роботи Гнєзділова М. В. — лауреати премії імені Народного учителя О. А. Захаренка.